# Otto Franzius

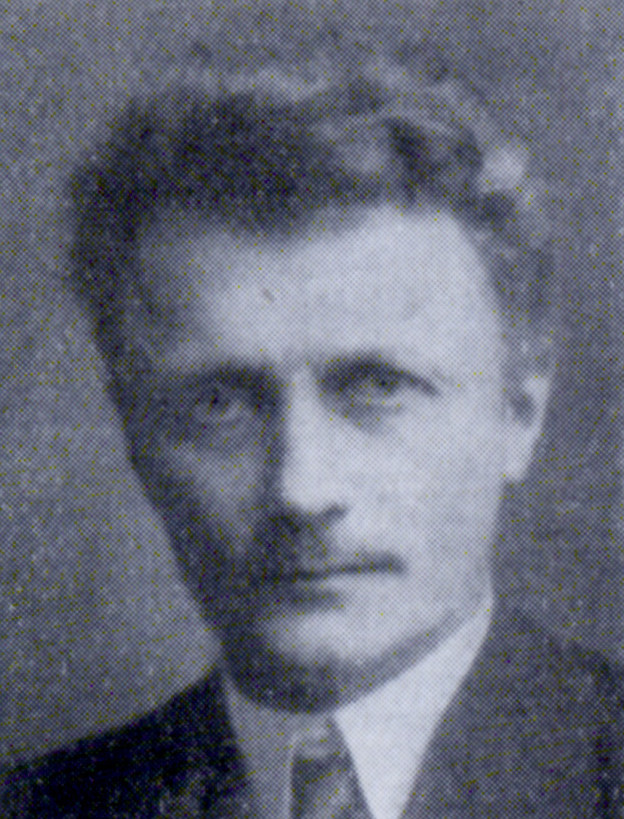
Otto Franzius

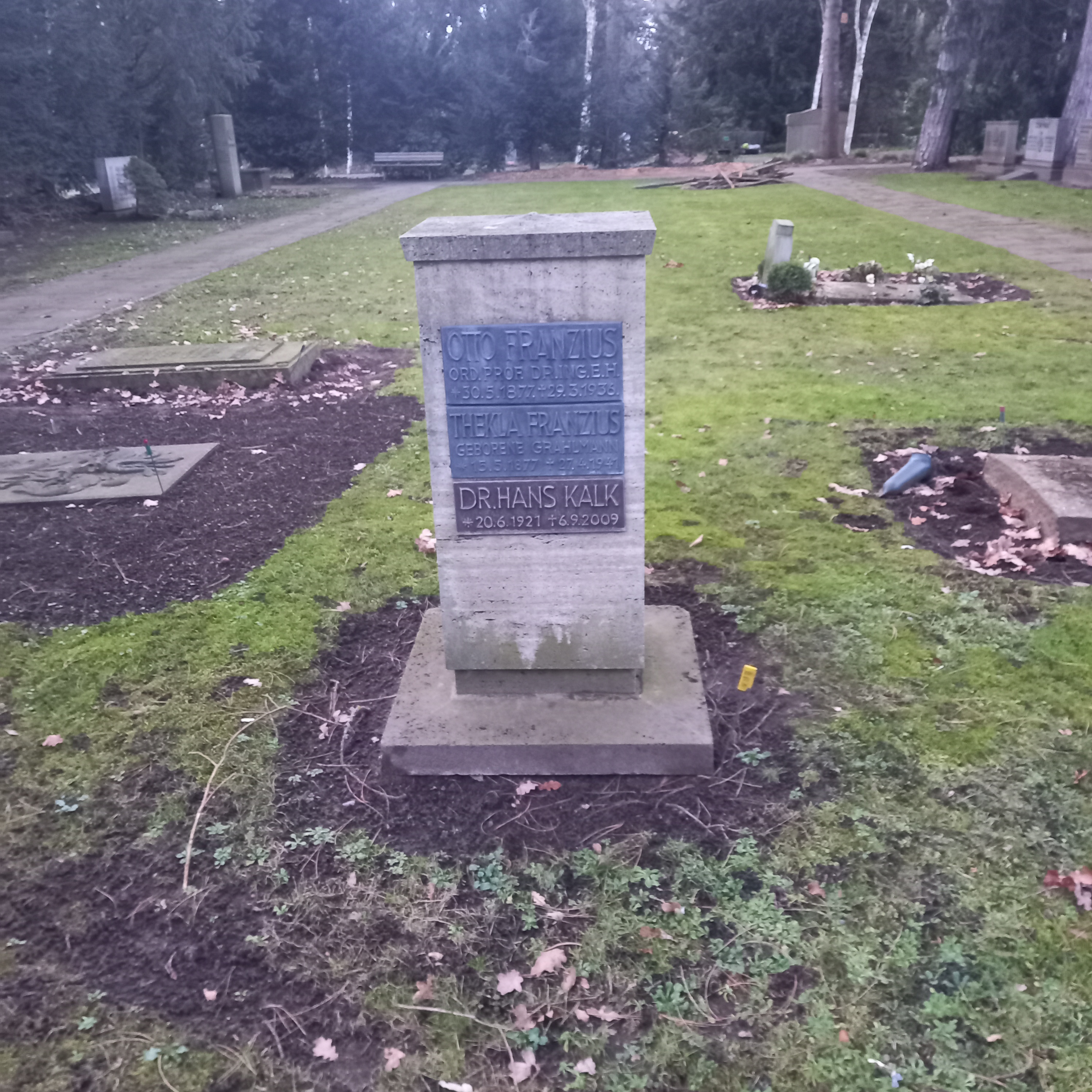
Das Grab von Otto Franzius und seiner Ehefrau Thekla geborene Grahlmann auf dem Stadtfriedhof Engesohde in Hannover

Otto Franzius (* 30. Mai 1877 in Bremen; † 29. März 1936 in Hannover) war ein deutscher Wasserbauingenieur und Baubeamter sowie Hochschullehrer und 1933/1934 Rektor der Technischen Hochschule Hannover.

## Leben
Otto Franzius war ein Nachkomme des fürstlich ostfriesischen Kanzellisten und Registrators Jan Niklas Franzius am Hof in Aurich um 1720. Sein Urgroßvater war der erste ostfriesische Baudirektor Jan Niklas Franzius, seit 1815 in preußischen und dann in hannoverschen Diensten. Sein Großvater war der Amtmann von Fürstenau Carl Egbert Franzius. Er war der zweite Sohn des Bremer Versicherungsdirektors Carl August Franzius und seiner Ehefrau Clara, geb. Streckfuß. Brüder seines Vaters waren Ludwig Franzius und Georg Franzius. Seine Mutter, wie auch Georg Franzius Ehefrau, waren Enkelinnen des preußischen Staatsrats Streckfuß. Eine dritte Schwester Streckfuß war mit Carl Franzius, einem Sohn Ludwig Franzius' verheiratet, der als Schiffbauingenieur in Kiel auf der Germania-Werft Kriegsschiffe baute.
Otto Franzius heiratete 1905 Thekla Grahlmann aus einer ostfriesischen Familie in Ostiem, mit der er vier Kinder hatte. 1926 erwarb er die Villa Güntherstraße 9 in Hannover – in einer Lage, die für ihn die Planung des Maschsees interessant machte.
In seinem Arierfragebogen für Berufsbeamte von 1936 gab er Konfuzianer als Religion an. Dieses philosophische Glaubensbekenntnis beruhte auf der engen Freundschaft und dem tiefen Eindruck, den die Persönlichkeit des chinesischen Wasserbaudirektors Li Yizhi und die Architektur des Futse Miau (Konfuzius-Tempel) in Nanjing auf ihn machte.
Im März 1936 unterzog sich Otto Franzius während seiner Arbeit in Berlin als Gutachter im Prozess zum Einsturz einer Baugrube der S-Bahn einer Mandeloperation, in deren Folge er an Komplikationen starb.

## Wasserbau
Franzius studierte an der Technischen Hochschule (Berlin-)Charlottenburg, der Technischen Hochschule München und der Technischen Hochschule Dresden, unter anderen bei Hubert Engels, der wiederum früher für seinen Onkel Ludwig Franzius gearbeitet hatte.
Für seinen Entwurf einer Schwebefähre über den Nord-Ostsee-Kanal bei Brunsbüttel erhielt er 1903 den Schinkelpreis. 1904 wurde nach bestandenem zweiten Staatsexamen im Wasserbaufach zum preußischen Regierungsbaumeister (Assessor in der öffentlichen Bauverwaltung) ernannt und bei der Wasserbauinspektion Rathenow beschäftigt. Anfang 1906 wechselte er zur Kaiserlichen Werft Kiel, wo er 1907 zum Marinehafenbaumeister ernannt wurde. Zwischen 1906 und 1909 unternahm er im Auftrag der Reichsregierung wissenschaftliche Erkundungsreisen in die Niederlande, nach England und Schottland, an die Häfen der amerikanischen Ostküste und an den Panamakanal.
Ab 1909 arbeitete er als Assistent an der Technischen Hochschule (Berlin-)Charlottenburg. Nach dem Tod seiner beiden Onkel Ludwig und Georg übernahm er für den Springer-Verlag die Modernisierung des Handbuchs der Ingenieurwissenschaften für die Gebiete Grundbau und Verkehrswasserbau. Vom 1. April 1913 an war er für einige Monate im Rang eines Staatsbaurats in seiner Geburtsstadt Bremen tätig, bis er zum 1. Oktober des Jahres einen Ruf als ordentlicher Professor für Wasserbau an die Technische Hochschule Hannover erhielt. Für sein Fach gründete er die Versuchsanstalt für Grund- und Wasserbau (später in Franzius-Institut umbenannt). Neben seinen internationalen Hafenbauprojekten plante sein Institut den Talsperrenbau für die Harzwasserwerke zur Wasserversorgung seiner Heimatstadt Bremen und baute die Steinbachtalsperre in der Eifel für den Zweckverband der Wasserwirtschaft in Euskirchen.
Vom Mai 1933 bis Februar 1934 war er Rektor der Technischen Hochschule Hannover, ein Amt, das ihm wegen seiner persönlichen Bekanntschaften mit vielen Größen der Partei und Führung der NSDAP wie Adolf Hitler, Erich Ludendorff, Hermann Kriebel und Ernst Graf zu Reventlow, sowie insbesondere zu seinem Nachbarn Bernhard Rust in Hannover-Waldhausen zufiel. Franzius wurde zur Inszenierung seiner Wahl als erster nationalsozialistischer Rektor im Mai 1933 in die NSDAP rückwirkend zum 1. Januar 1929 aufgenommen (Mitgliedsnummer 114.614). Von Seiten der Hochschule war seine Wahl als Schutz vor der radikalen Studenten- und Dozentenschaft gedacht, während die Partei ihn als Türöffner zur bürgerlich-technischen Intelligenz brauchte.
Als Rektor, der ab 1933 nur noch als ausführendes Organ des Ministers und lokaler Führer der Hochschule fungierte, hatte er aufgrund der Erlasse des Ministers Bernhard Rust die Streichung von Gustav Noske als Ehrenbürger der Technischen Hochschule Hannover, die Relegation des Studenten Kurt Otto aus politischen Gründen sowie letztlich auch der Vertreibung des Honorarprofessors Hugo Kulka von der Hochschule aus rassistischen Gründen mitzuverantworten. Auch gehörte er – wie alle Professoren-Kollegen der Hochschule – zu den Unterzeichnern des Bekenntnis der Professoren an den deutschen Universitäten und Hochschulen zu Adolf Hitler im November 1933. Seine persönliche Remonstration im Februar 1934 im Ministerium in Berlin bei Bernhard Rust gegen den Einfluss der Parteiorganisationen auf die Hochschulführung endete in einer Demütigung durch Rust, die er mit einem in Berlin aufgenommenen Foto mit der Bemerkung „der verärgerte Rektor der TH“ dokumentierte. Danach trat er unter Vorwand vom Rektorat zurück um sich wieder ganz seinen wissenschaftlichen Projekten, insbesondere der Zusammenarbeit mit der chinesischen Wasserstraßenverwaltung, der Maschseeplanung und dem Talsperrenbau im Harz, im Thüringer Wald und in der Eifel zu widmen.
1935 äußerte er sich gegenüber Karl von Terzaghi, der ihn zu Weihnachten besuchte, jedoch negativ zu Hitler und hielt aufgrund der Aufrüstungspolitik einen Krieg mit der Sowjetunion für unvermeidlich. Das Gespräch war mit ein Grund dafür, dass Terzaghi ein Angebot von Fritz Todt für eine Professur in Deutschland ausschlug. In seinen persönlichen Tagebüchern stellte er sich als nüchternen, skeptischen Technokraten dar, dem es um den Fortschritt der Menschheit ging, wobei die Regierungsform ein nebensächliches Ärgernis ist. 1935 gab er in seinen Notizen seiner Enttäuschung darüber Ausdruck, dass von Hitler eine moralische Erneuerung des deutschen Volkes mit Beseitigung der Kirche etwa im Sinne des Konfuzianismus nicht erfolgt sei. Ausführliche Gespräche über Volk, Moral und christliche Kirche führte er mit seinem Freund, dem Kieler Marinepfarrer a. D. Hans Weicker, deren Ergebnisse er für einen Vortrag über den nationalsozialistischen Staat vor Studenten festgehalten hat.
Durch eine technische Lösung prägte Otto Franzius bis heute das Stadtbild von Hannover: Im September 1925 beauftragte der neu gewählte Oberbürgermeister Arthur Menge Franzius, gemeinsam mit dem Stadtbauamt ein Projekt über die Anlage des Maschsees auszuarbeiten – eine Projektidee, die bereits kurz nach der Jahrhundertwende aufkam. Franzius zeichnete für den wasserbaulichen und wasserwirtschaftlichen Teil verantwortlich, das Stadtbauamt unter der Leitung von Karl Elkart für den städtebaulichen. Im Januar 1926 bewilligte der Magistrat der Stadt 14.000 Reichsmark, um Dichtungsversuche zu unternehmen. Diese waren notwendig, weil das Projekt erstmals den Gedanken aufbrachte, den See nicht in die Masch einzugraben und von der durchfließenden Leine zu speisen. Vielmehr sollte der Maschsee schüsselartig auf die Masch und damit über den Pegel der Leine gebaut und durch ein Pumpwerk gespeist werden. Dadurch wurde auch das Problem einer drohenden Verschlammung des Sees durch im Flusswasser mitgeführte Schwebstoffe gelöst. Damit schuf Otto Franzius letztlich den Entwurf, der sich als tragfähig und finanzierbar erwies, auch wenn der erste Spatenstich erst am 21. März 1934 erfolgte und der See am 21. Mai 1936 einige Monate nach Franzius’ Tod eingeweiht wurde. Großen Einfluss auf die Gestaltung von Maschsee und Maschpark hatten seine Erfahrungen in China, wo er die weltberühmten Seeanlagen mit ihren Tempeln, Mauern und Bogenbrücken z. B. am Westsee bei Hangzhou und in Beijing besuchte.

## China
Im November 1929 reiste Franzius auf Einladung von Li Yizhi, dem Präsidenten der Technischen Hochschule Nanjing (Hehai Ingenieursschule) und Direktor der Huai-Wasserbau-Kommission der chinesischen Nationalregierung in Nanjing, für sieben Monate nach China. Li hatte vor der Revolution 1911 in Danzig Mathematik und danach bei Franzius’ Lehrer Hubert Engels an der Technischen Hochschule Dresden Wasserbau studiert, er kannte Franzius seit 1919. Lis Neffe Li Fudu studierte bei Franzius in Hannover und diente ihm in China als Übersetzer und Assistent. Ursprünglich sollte Engels diese Aufgabe übernehmen, konnte die Reise aber aus Altersgründen nicht mehr wagen.

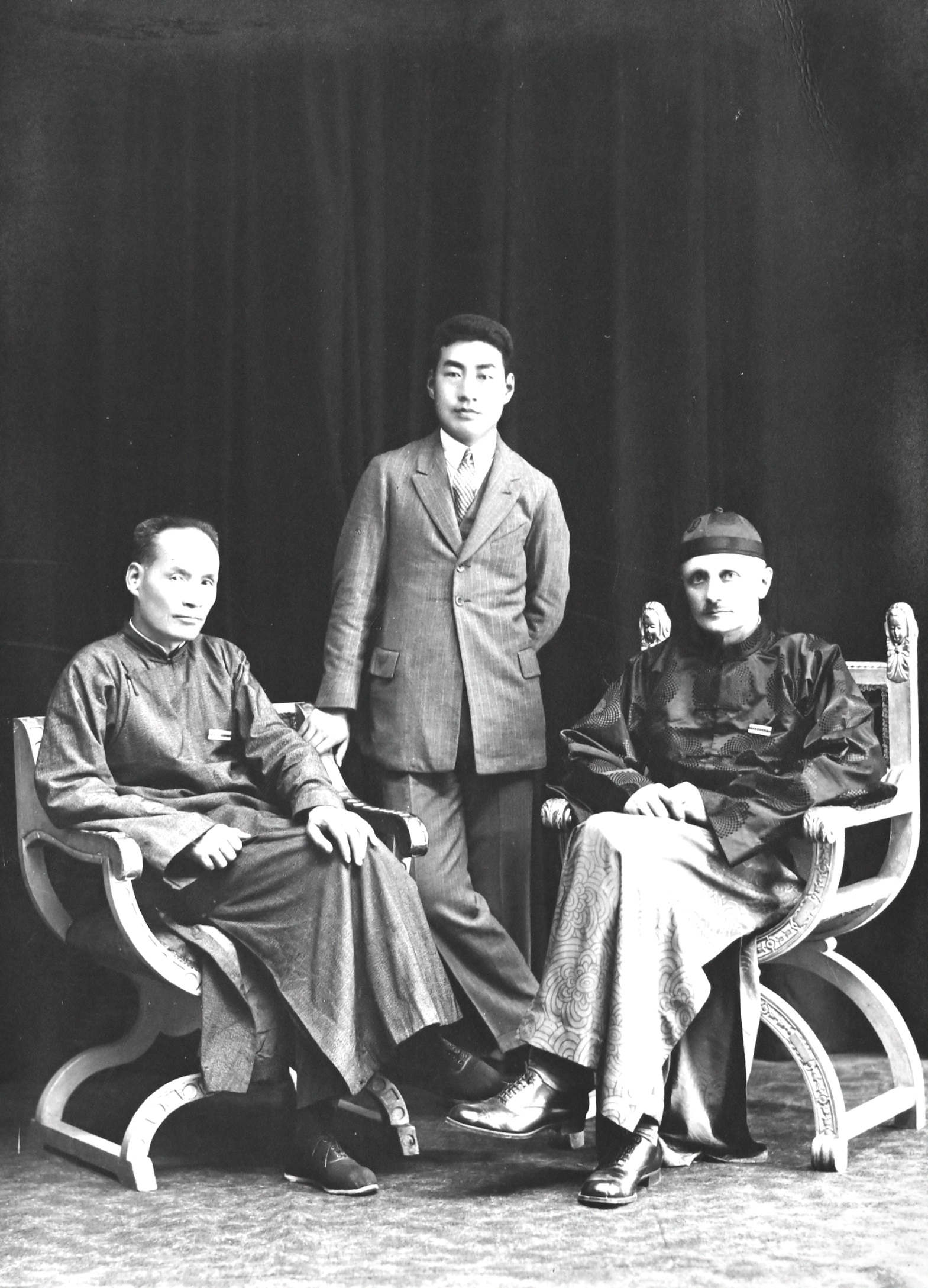
Aus dem Tagebuch: Otto Franzius mit Li Yizi, Vorsitzender der Huai-Wasserbau-Kommission und Neffe Li Futu, seinem hannoverschen Studenten, in Nanking 1930

Über die Chinareise verfasste Franzius ein Tagebuch in Briefen, um seine Familie über seine Aktivitäten zu unterrichten und – wie sein Vorbild Ludwig Franzius – seinen Kindern und Enkeln ein genaues Profil seiner Persönlichkeit zu hinterlassen.
Zwischen November 1929 und Mai 1930 betreute Franzius die von Li Yizhi theoretisch ausgebildeten etwa 30 Ingenieure der Huai-Kommission in Tsingkiang pu (Huai’an) an Huai He und Kaiserkanal erarbeitete mit ihnen die Pläne für die Ableitung der Huai-Hochwasser über den Kaiserkanal in den Yangtse, vermittelte den jungen chinesischen Ingenieure Stand und Praxis der amerikanischen und europäischen Technik in Wasserbau und Elektrifizierung und begann, mit Li Pläne für die Regulierung des Gelben Flusses zu entwickeln. In einem persönlichen Vortrag überzeugte er den Staatspräsidenten Chiang Kai-shek von der Bedeutung der Regulierung der Flüsse für Chinas Zukunft und forderte Investitionen in die Forschung zur Simulation des Sedimenttransports in Flussmodellen für den Gelben Fluss, den Huai He und den Kaiserkanal.
Während einer durch Bürgerkriegsunruhen erzwungenen Arbeitspause, in der Li und Franzius sich in Nanjing in Sicherheit brachten, wurde er in den Kreis der deutschen Militärberater der Kuomintang-Nationalregierung aufgenommen und lernte dort deren Leiter Oberst Hermann Kriebel, den militärischen Organisator des Putschversuchs der NSDAP 1923 in München kennen. Mit Kriebel und anderen eher Hitler-kritischen Repräsentanten des NS-Staates mit China-Erfahrung plädierte er später während der NS-Diktatur für ein Zusammengehen des Deutschen Reichs mit China. Diese Gruppe verlor aber gegen Joachim von Ribbentrop, der den Antikominternpakt mit Japan durchsetzte und damit die Katastrophe des Japanischen Einfalls in China 1937 ermöglichte, die im Massaker von Nanking ihren Höhepunkt fand.

## Mitgliedschaften
1933 wurde Franzius Gründungspräsident des Rotary-Clubs Hannover.
1934 wurde er in die Abteilung Wasserrecht der Akademie für Deutsches Recht berufen.
Franzius war seit 1914 Mitglied im Verein Deutscher Ingenieure (VDI), der Deutschen Forschungsgemeinschaft für Bodenmechanik (Degebo) gehörte er seit 1928 an.

## Auszeichnungen
- 1903: Schinkelpreis in der Kategorie Wasserbau für den Entwurf zu einer Schwebefähre über den Kaiser-Wilhelm-Kanal[12][13]
- 1931: Ehrendoktorwürde (als Dr.-Ing. E. h.) auf Vorschlag der Abteilung Bauingenieurwesen der Technischen Hochschule Braunschweig[14]
- 1936: Ehrung durch die chinesische Wasserbaukommission nach seinem Tod
- 1936: Ehrung durch die TH Hannover durch Benennung der Versuchsanstalt für Grund- und Wasserbau in „Franzius-Institut“
- 1957: Benennung des Franziusweg in Hannover-Nordstadt nahe der Universität
- 2008: Benennung der Otto-Franzius-Straße in Hildesheim für seinen Vorschlag von 1918, die Trasse des Mittellandkanals so zu führen, dass Hildesheim durch einen Stichkanal angeschlossen werden konnte.[15] Das silberne Ehrenschild der Hoangho-Huai Wasserbaukommission, übersandt an die Familie nach Franzius' Tod 1936

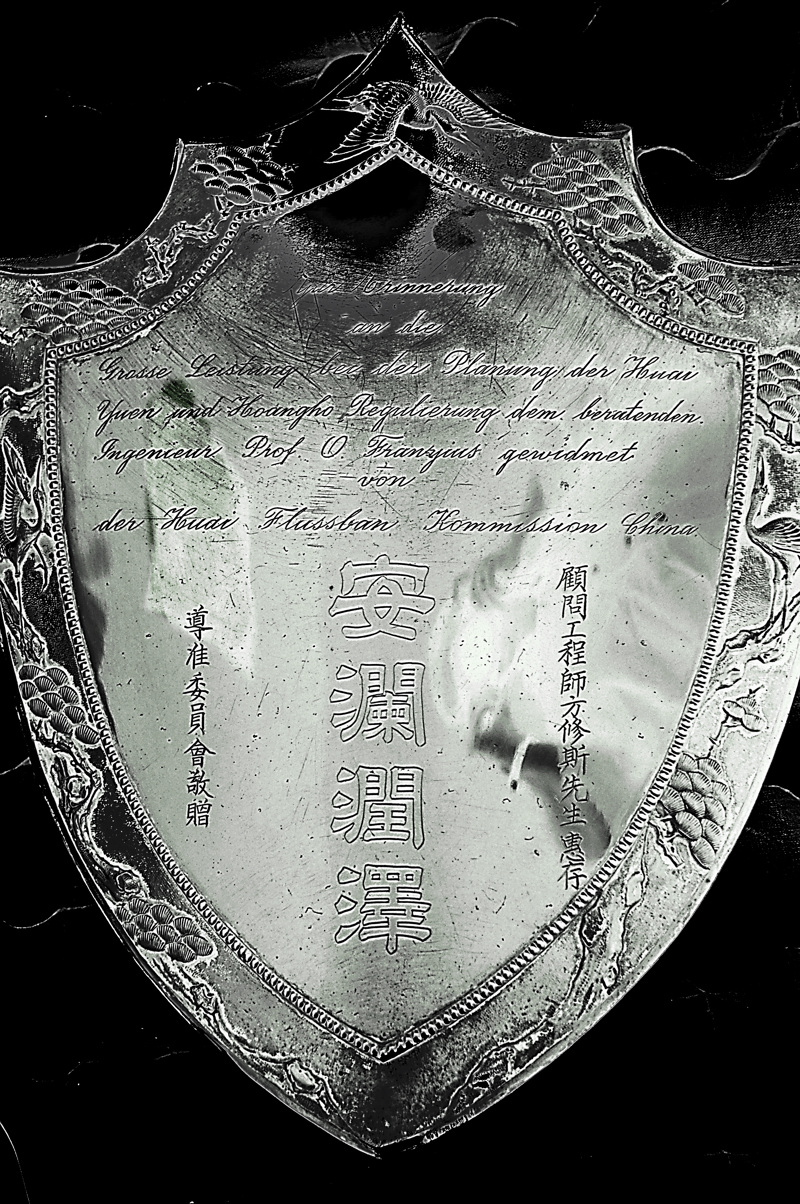
Das silberne Ehrenschild der Hoangho-Huai Wasserbaukommission, übersandt an die Familie nach Franzius' Tod 1936

## Heutige Bewertung, Umwidmung des Franziuswegs
2014 berief die Stadt Hannover einen Beirat aus Fachleuten zur Überprüfung, ob es bei Personen als Namensgeber für Straßen „eine aktive Mitwirkung im Nazi-Regime oder schwerwiegende persönliche Handlungen gegen die Menschlichkeit gegeben hat“. Er regte die Umbenennung der nach Franzius benannten Straße an. Franzius habe als Verfechter der Nazi-Ideologie die Entlassung von missliebigen Personen aus der Universität betrieben.
1957 war in der Nordstadt von Hannover der Franziusweg angelegt worden, der seinerzeit „nach dem Gründer der Versuchsanstalt für Wasserbau“, Otto Franzius benannt wurde. Aufgrund der NS-Vergangenheit des Namensgebers wurden um die Wende zum Jahr 2018 die Anwohner der Straße angeschrieben, die mehrheitlich für eine Umwidmung des Straßennamens auf Ludwig Franzius abstimmten. Der Stadtbezirksrat votierte daraufhin einstimmig, auf den neuen Bezug des Straßennamens durch eine gesonderte Legendentafel am Straßenschild hinzuweisen.

## Franzius-Institut der Gottfried Wilhelm Leibniz Universität Hannover

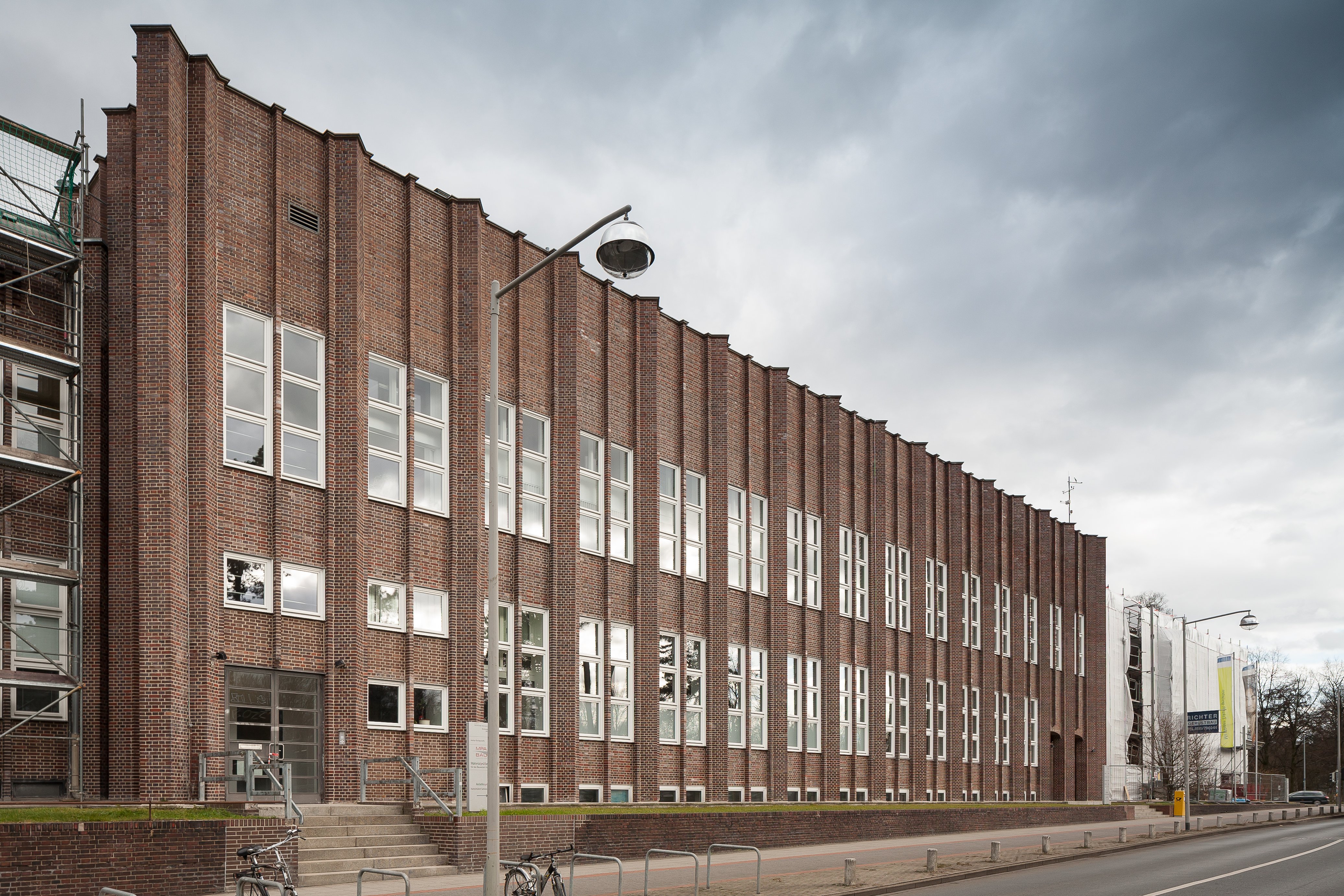
Das Gebäude des Ludwig-Franzius-Instituts an der Nienburger Straße in Hannover ist ein Beispiel für Backsteinexpressionismus

Otto Franzius errichtete 1914 das Institut für Grund- und Wasserbau am Lehrstuhl gleichen Namens. Mit dem Einzug in die heute denkmalgeschützten Neubauten nach Plänen von Franz Erich Kassbaum wurde das Institut 1927 in Hannoversche Versuchsanstalt für Grund- und Wasserbau umbenannt. Seit 1936 trug es die zusätzliche Bezeichnung „Franzius-Institut“, seit 1972 hieß es „Franzius-Institut für Wasserbau und Küsteningenieurwesen“. Lehrstuhlinhaber war unter anderen Walter Hensen. In den 2000er Jahren gab die Universität dem Institut den Namen „Franzius-Institut für Wasserbau, Ästuar- und Küsteningenieurwesen“ und verwendet auf ihrer Internetseite die Kurzbezeichnung „Franzius-Institut“. 2016 wurde diese Benennung des Instituts (wie zwei Jahre später die Straße) offiziell auf Ludwig Franzius umgewidmet, nachdem eine Kommission zu dem Schluss kam, dass Otto Franzius in die nationalsozialistische Hochschulpolitik verwickelt war. Der Name lautet nun Ludwig-Franzius-Institut für Wasserbau, Ästuar- und Küsteningenieurwesen.

## Schriften (Auswahl)
- mit Heinrich Mönch: Der Bau der neuen Trockendocks auf der kaiserlichen Werft in Kiel In: Zeitschrift des Österreichischen Ingenieur-Vereines, 57. Jahrgang 1905, S. 53. (Vorschau über Google Bücher)
- Entwurf für eine Schiffbarmachung der Leine von Hannover bis Northeim. Göhmann, Hannover 1919.
- mit Hermann Proetel: Der wasserwirtschaftliche Ausbau der Rur (Roer) in der Nord-Eifel. Hamel, Düren 1927.
- Der Grundbau. Unter Benützung einer ersten Bearbeitung von O. Richter. Springer, Berlin 1927.
- mit Wilhelm Buchholz und Karl Heinze: Die Wasserwege Niedersachsens. Hannover 1930.
- Der Huangho und seine Regelung. In: Die Bautechnik, 9. Jahrgang 1931, Heft 26 (vom 12. Juni 1931), S. 397–404 (1. Teil) / Heft 30 (vom 10. Juli 1931), S. 450–455 (2. Teil).
- Die Regelung des Hwai Ho, des Kaiserkanals usw. In: Die Bautechnik, 11. Jahrgang 1933, Heft 40 (vom 19. September 1933), S. 568–578.
- Hochwasserkatastrophe in China. In: Zeitschrift des Vereins deutscher Ingenieure, 11. Jahrgang 1931, Nr. 38 (vom 23. September 1931).
- Die Rückkehr zur Landeskultur. als Sonderdruck aus der Monatsschrift Volk und Reich, Jahrgang 1933, Heft 8, S. 690–699.
- Gutachten über die Peiner Kastenspundwand. Ilseder Hütte, Abt. Peiner Walzwerk, Peine 1933.
- Nationalsozialismus, eine Weltanschauung? In: Hannoversche Hochschulblätter, Jahrgang 1934, Nr. 6 (vom März 1934), S. 77–78.
- Der Verkehrswasserbau. Ein Wasserbau-Handbuch für Studium und Praxis. Springer, Berlin 1927. (in englischer Übersetzung Waterway Engineering. Cambridge 1936.)
- Ostasien-Weltreise 1929-30. (unveröffentlichtes Typoskript im Familienarchiv Georgia und Roland Franzius)